# Gnida (jajo wszy)

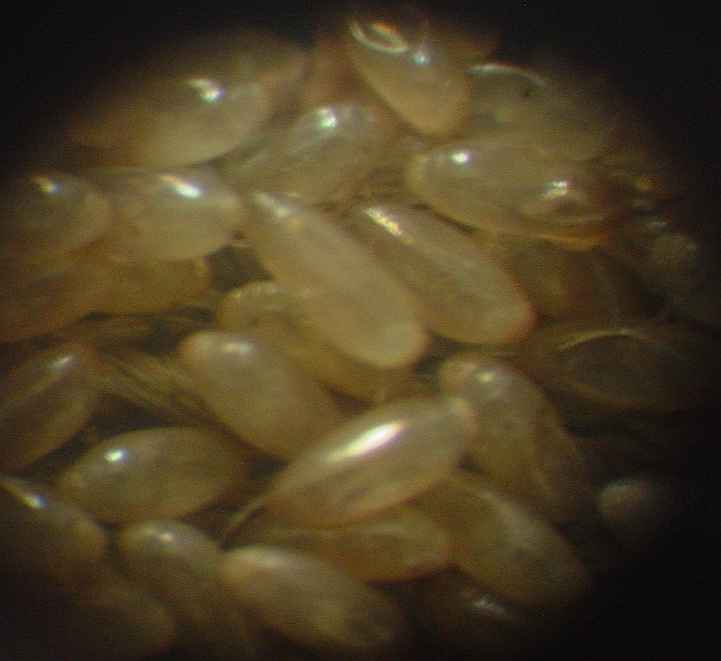
Gnidy

Gnida – jajo wszy. Kształtu owalnego, otoczone grubą otoczką, najczęściej koloru białego lub biało-żółtego. Ma zamknięcie w postaci wieczka. Otoczka jest najczęściej pokryta ornamentacją.

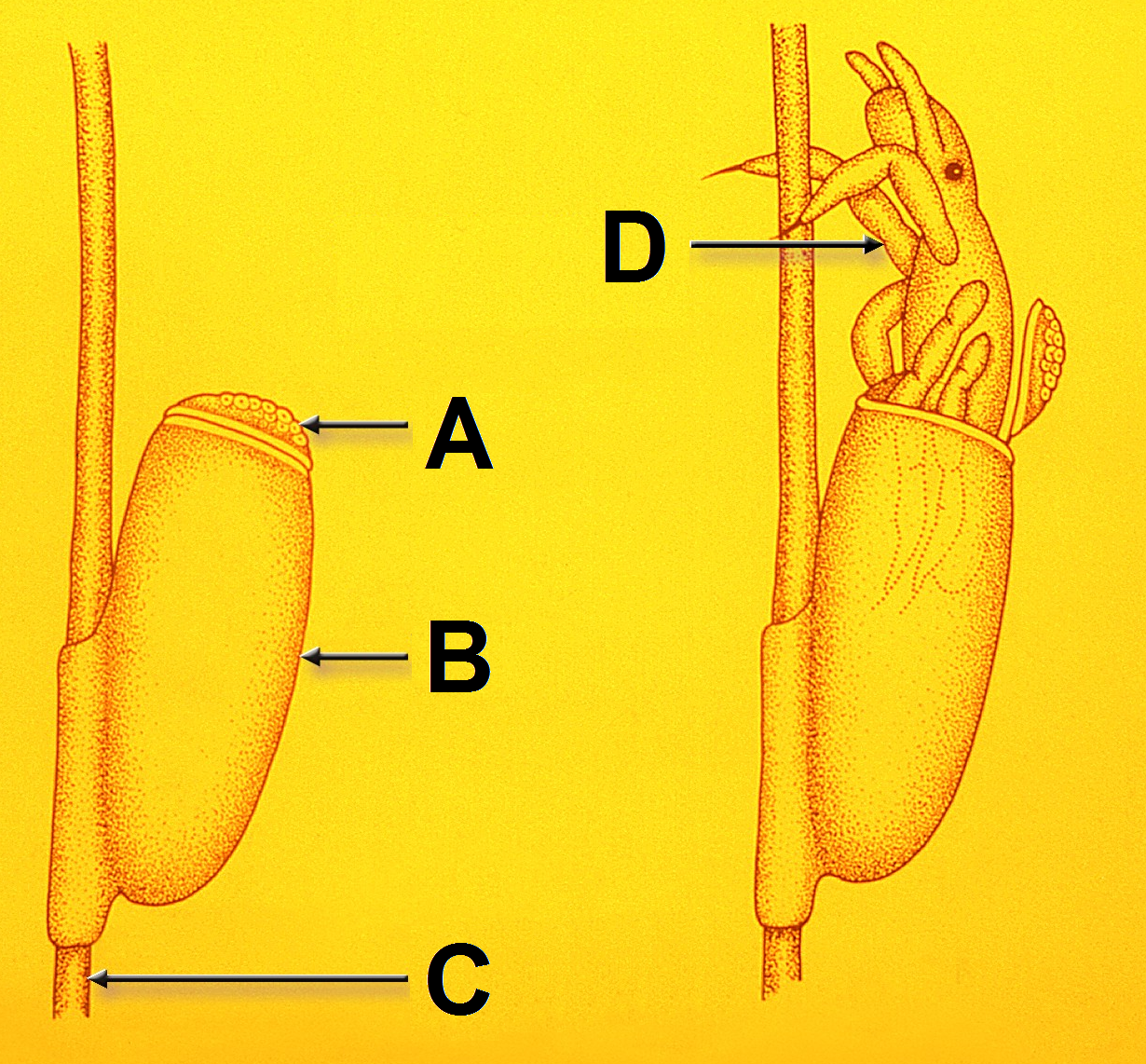
Schemat gnidy: A – wieczko, B – otoczka, C – włos żywiciela, D – nimfa opuszczająca jajo

Samice wszy w czasie składania jaj przytwierdzają je do włosów lub sierści żywiciela specjalną wydzieliną. Wielkość gnid waha się – w zależności od gatunku wszy – w granicach od 0,5 do 1,5 mm.
Jaja wszy głowowej, wszy łonowej, wszy odzieżowej są małe, owalne, lśniące, składane przez samicę przy nasadzie włosów lub do ubrania (wesz odzieżowa).
Usuwanie gnid jak i dorosłych osobników wymaga powtarzania zabiegów dezynsekcyjnych. U ludzi dokonuje się tego poprzez pranie i prasowanie odzieży oraz pościeli. Gnidy wszy odzieżowej giną w wysokiej temperaturze (np. w czasie prasowania żelazkiem). U zwierząt domowych wykonuje się dezynsekcję pomieszczeń preparatami używanymi do zwalczania wszawicy u tych zwierząt.